# 吴瓒 (正德进士)
吴瓒（1477年—？年），字廷灌，南直隶徽州府休寧縣人，明朝政治人物。

## 生平
治《詩經》，行五，由國子生中式甲子科（1504年）應天府鄉試第三十八名舉人，年三十二歲中式正德三年（1508年）戊辰科會試第三百二十八名，第三甲第二十七名進士。授萧山县知县，官至两浙盐运使。

## 家族
曾祖吴梅觀。祖父吴添貺。父吴尚忠。母戴氏。慈侍下，兄吴璋、吴珽。